# Mugli
J. K. Rowling Harry Potter könyveinek szereplői között varázstalan, hétköznapi emberek is vannak, őket nevezi Rowling mugliknak (az eredeti műben: muggle). A történetekben kissé a háttérben, de aktívan részt vesznek, különösen akkor, amikor a varázslóvilág és a muglik világa összefonódik. A muglik és a varázslók között a mugli miniszterelnök, illetve a mágiaügyi miniszter tart fent hivatalos, ámde nem rendszeres kapcsolatot. A legtöbbször előforduló muglik a történetben a Dursley család, melyben Harry édesanyjának testvére Petunia néni, a Dursley család háziasszonya. Harry velük élt tizenegy éves koráig, és a család mindent megtett, hogy kiirtsa a fiúból a varázslásra való hajlamot, de nem jártak sikerrel, így Harry a Roxfort Boszorkány- és Varázslóképző Szakiskolában folytathatta tanulmányait.
A könyv néhány szereplője igen nagy fontosságot tulajdonít a származásnak, azaz, hogy egy boszorkány vagy varázsló aranyvérű (generációk óta csak varázslók vannak a családjában), vagy mugli származású, gúnynéven sárvérű-e. Természetesen a félvér varázslók a leggyakoribbak, mert már csak nagyon kevés aranyvérű család maradt fenn, azok is szegről-végről rokonságban állnak egymással. A három főszereplő jó barát közül Harry félvér, Ron aranyvérű, Hermione pedig mugli származású.
Elemzők szerint a muglik szerepeltetése a könyv sikerének egyik alapvető meghatározója, mivel így a klasszikus fantasytól eltérően a valódi világba beilleszthetővé, azzal párhuzamossá, valószerűbbé vált a cselekmény.
Kvibli (angolul squib) az olyan embert jelenti, akinek a szülei varázslók, ám ő maga híján van a mágikus képességeknek, tulajdonképpen mugli. A könyv szereplői közül például Argus Frics és Arabella Figg kviblik. Nem tudni, miért nem öröklik a varázslatot a szüleiktől. Érdekesség, minden kvibli aranyvérű.
Mint a Legendás állatok és megfigyelésük című 2016-os filmből kiderül, az amerikai varázslótársadalomban a muglikat magnix-nek hívják, és a törvényeik is eltérnek a brit szabályoktól (pl. nem házasodhatnak a magnixekkel, azok pedig nem léphetnek be a társadalmukba).

## A szó egyéb használata
Mind a nemzetközi, mind a magyar geocaching játékban gyakori, hogy muglinak nevezik a „be nem avatott” embereket, tehát azokat, akik nem ismerik a játékot, nem tudják, mit keresnek a geoládakeresők például egy bozótban vagy más olyan helyen, ahol a muglik nem keresnének semmit, illetve akik véletlenül megtalálnak egy geoládát.